# سوسی
سوسی (به فرانسوی: Sussey) یک کمون در فرانسه با جمعیت ۲۴۶ نفر است که در Canton of Liernais واقع شده‌است.